# Heliconius strandi
Heliconius strandi är en fjärilsart som beskrevs av Heinrich Neustetter 1928. Heliconius strandi ingår i släktet Heliconius och familjen praktfjärilar. Inga underarter finns listade i Catalogue of Life.